# 개성시 (대한민국)
개성시(開城市)는 대한민국 경기도에 있는 대한민국의 시이다. 이북5도위원회가 관리하는 명목상의 행정 구역이다. 면적 29.95㎢, 인구 88,708명(1949). 시청은 수창동에 있었다. 1945년 8월 15일 당시에는 개성시 전역이 38선 이남에 있었기 때문에 대한민국의 지배하에 있었으나, 6.25 전쟁의 결과로 인하여 개성시 전역이 조선민주주의인민공화국의 지배하에 들어갔다.

## 행정 구역
개성시의 법정동은 1950년 6월 당시를 기준으로 한다.
| 행정동 이름 (동장 임명) | 관할 법정동                                            |
| ----------------------- | ------------------------------------------------------ |
| 동부                    | 선죽(善竹)·운학(雲鶴)·동흥(東興)·덕암(德岩)            |
| 서부                    | 수창(壽昌)·서흥(西興)·사직(社稷)·용산(龍山)·태평(太平) |
| 남부                    | 관훈(冠訓)·동현(銅峴)·남안(南安)·손하(孫河)            |
| 북부                    | 고려(高麗)·만월(滿月)·북안(北安)·자남(子男)            |

## 참고 문헌
- “경기도 내 미수복 시군 소개, 기구 및 정원”. 이북5도위원회.

## 같이 보기
- 개성시
- 개성시의 국회의원